# Zanda Redāla
Zanda Redāla (Riga, 25 agosto 1970) è un'ex cestista lettone, fino al 1991 sovietica.

## Carriera
Con la Lettonia ha disputato i Campionati europei del 1999.